# На гребені хвилі (фільм, 2015)
«На гребені хвилі» (англ. Point Break) — бойовик режисера Еріксона Кора за сценарієм Курта Віммера, ремейк однойменного фільму 1991 року. У головних ролях — Едгар Рамірес і Люк Брейсі. Прем'єра в США: 25 грудня 2015, в Україні: 31 грудня 2015.

## Сюжет
Молодий агент ФБР під прикриттям впроваджується в банду злодіїв, любителів екстремальних видів спорту.

## У ролях
- Едгар Рамірес — Боді, екотерорист
- Люк Брейсі — Джонні Ута, агент ФБР
  - Джуда Льюїс — юний Джонні
- Рей Вінстон — Анджело Паппас, агент ФБР
- Тереза Палмер — Самсара Дітц
- Макс Тіріот — Джеф
- Делрой Ліндо — Голл, агент ФБР
- Стів Туссен — заступник директора ФБР

## Створення
У 2011 році було оголошено, що Alcon Entertainment і Warner Bros. розробляють ремейк фільму «На гребені хвилі». Сценарій написав Курт Віммер, продюсирують фільм Віммер, Бродерік Джонсон, Ендрю Косів, Майкл Де Лука, Джон Балдеччі і Кріс Тейлор. У квітні 2013 Еріксон Кор був оголошений як режисер фільму. У січні 2014 стало відомо, що Джерард Батлер веде переговори з приводу ролі Боді. У лютому 2014 було оголошено, що Блюк Брейсі зіграє Джонні Юту. У квітні 2014 Рей Вінстон отримав роль Анджело Паппас. У травні 2014 Джерард Батлер вибув з фільму і на роль Боді був узятий Едгар Рамірес. У червні 2014 до акторського складу приєдналися Тереза Палмер і Делрой Ліндо.

### Зйомки
Зйомки почалися 26 червня 2014 в Австралії. Також фільм знімався в Німеччині, Австрії, Італії, Швейцарії, Франції, Мексиці, Венесуелі, Французької Полінезії, Індії і США.

## Випуск
Спочатку фільм мав вийти 7 серпня 2015, але 12 серпня 2014 Warner Bros. перенесла прем'єру на 31 липня 2015. 3 лютого дату прем'єри знову перенесли — на 25 грудня 2015.